# Zoltán Pál Dienes
Zoltán Pál Dienes (ur. 1916, zm. 2014) – węgierski matematyk i teoretyk nauczania matematyki. Twórca klocków Dienesa, środka dydaktycznego służącego do rozwoju myślenia matematycznego dzieci. Autor książek:
- I Will Tell You Algebra Stories You've Never Heard Before,
- autobiografii Memoirs of a Maverick Mathematician,
- tomiku poezji Calls from the Past[1].